# Hrabstwo Clear Creek

Piramida wieku hrabstwa

Hrabstwo Clear Creek (ang. Clear Creek County) to hrabstwo w stanie Kolorado w Stanach Zjednoczonych. Hrabstwo zajmuje powierzchnię 1 026,83 km². Według szacunków United States Census Bureau w roku 2006 liczyło 9 130 mieszkańców. Siedzibą administracyjną hrabstwa jest Georgetown.

## Miasta
- Empire
- Georgetown
- Idaho Springs
- Silver Plume

## CDP
- Downieville-Lawson-Dumont
- Floyd Hill
- St. Mary's
- Upper Bear Creek